# نیوتاون‌ابی
longitudeنیوتاون‌ابیlatitudeنیوتاون‌ابی
نیوتاون‌ابی (به انگلیسی: Newtownabbey) شهری در کشور ایرلند شمالی است که در شهرستان انتریم واقع شده‌است. این شهر در سال ۱۹۹۱ میلادی ۵۷٫۱۰۳ نفر جمعیت داشته و در سرشماری سال ۲۰۰۱ جمعیت آن به ۶۲٫۰۵۶ نفر رسیده‌است. میزان رشد سالانهٔ جمعیت نیوتاون‌ابی ‎۰٫۷۷ درصد می‌باشد و جمعیت این شهر در سال ۲۰۱۲ به ۶۷٫۵۲۱ نفر تغییر یافت.